# パウィーナー・ホンサグン
パウィーナー・ホンサグン（Pavena Hongsakul、タイ語: ปวีณา หงสกุล、1949年7月5日 - ）はタイの政治家および社会活動家。1999年から2000年まで労働社会福祉次官兼首相府付大臣を務める。タイの女性・児童擁護のためのパウィーナー・ホンサグン財団の主催者。

## 略歴
パウィーナーは1949年8月9日バンコク出身。父プーム・ホンサグンと母ゲーユーン・ホンサグンの6人の子供の第4子として生まれる。
大学卒業後、Lookeast magazine社勤務。さらにアユタヤ銀行入社し、10年でラートプラーウ支店長に就任する。しかしその銀行を退職し、ソフィテル・フアヒン・ホテル取締役会世話人となったのち、サマック・スントラウェートが党首を勤めていたタイ市民党から政界入りを果たす。その後、国家開発党に移籍する。
パウィーナーはバンコク都知事選挙に2度出馬しており、2000年7月23日の初回には国家開発党から立候補したが、当選しなかった（選挙番号5番）。二回目の出馬は2004年8月29日、無所属で出馬した。そのときの選挙番号はサマック・スントラウェートが使用していた7番、イメージカラーには女性らしさを示すためにピンクを用いた。しかし、選挙の結果、民主党選出の対立候補アピラック・コーサヨーティンに敗れた。
その後、2005年タイ下院議員選挙時にパウィーナーは国家開発党をやめ、タイ愛国党に入党。サーイマイ選挙区から当選。
さらに、パウィーナーは国民党に入党しているが、5年間の政治活動禁止されたタイ愛国等党幹部111名のなかに入っているため、まだ政治活動を行っていない。
パウィーナーは女性と児童擁護に関わる社会福祉活動家とも知られており、1999年、女性と児童擁護を行う機関パウィーナー・ホンサグン財団を立ち上げ、その成果はマスコミを通じて数多く報道されている。その顕著な活躍からパウィーナーは「聖母」（แม่พระ）として人々の尊敬を集めている。
2009年、パウィーナーは乳がんに罹患し、ここ5年間闘病生活をしていたことを明かした。現在は回復しつつあるという。

## 学歴
- バーンケーン・サトリーウォーラナート女子校卒。
- マレーシア・ペナン高等学校卒。
- ラーチャモンコン工科研究所 家政・育児開発学科家政学名誉学士号
- ラームカムヘーン大学 教育学部 教育学名誉学士号
- プラポッククラオ学院（タイ国下院附属の研究教育期間）第一世代 上級卒業証書
- アメリカ合衆国 ブリス単科大学（Bliss College) 修士号
- ラームカムヘーン大学 教養学部 学士号
- ラームカムヘーン大学 教養学部 修士号
- チュラーロンコーン大学 経済学部 修士号

## 政治活動歴
- バンコク都選出下院議員選挙 第13選挙区当選 (タイ市民党)‐1988年7月24日
- バンコク都選出下院議員選挙 第12選挙区 落選 (タイ市民党)‐1992年6月22日
- バンコク都選出下院議員選挙 第12選挙区 当選 (タイ市民党)‐1992年9月13日
- バンコク都選出下院議員選挙 第12選挙区 当選 (タイ市民党)‐1995年7月2日
- 副首相政策秘書官(サマック・スントラウェート)‐1995年8月1日
- タイ市民党広報官兼副首相政策秘書官‐1995年7月9日
- バンコク都選出下院議員選挙 第12選挙区当選 (国家開発党)‐1995年11月17日 (2000年6月6日辞職)
- 労働社会福祉省次官‐1998年10月5日 (1999年7月9日任期満了)
- 首相府付大臣‐1999年7月9日 (2000年6月6日辞職)
- 国家開発党 副党首 就任‐2000年4月5日
- バンコク都知事選挙 落選‐2000年
- 国家開発党 幹事長 就任‐2003年6月15日
- 国家開発党 比例代表下院議員選挙 当選‐2001年1月6日
- 国家開発党離党‐2004年5月3日
- バンコク都知事選挙 無所属出馬 落選‐2004年
- バンコク都選出下院議員選挙 第15選挙区 当選 (タイ愛国党)‐2005年2月6日
- バンコク都選出下院議員選挙 第15選挙区 当選 (タイ愛国党)‐2006年4月2日（無効）

## そのほかの活動
- タイ下院議会 青少年・女性・高齢者諮問委員会 児童売買春対策小委員会 委員
- タイ下院議会 青少年委員会議長
- タイ下院議会 青少年・女性・高齢者諮問委員会報道官
- タイ下院議会 科学技術諮問委員会議長
- タイ下院議会 科学技術諮問委員会議長
- 労働省次官 相談役